# Louvre : L'Ultime Malédiction
Pour les articles homonymes, voir Louvre.
 (août 2017).
Si vous disposez d'ouvrages ou d'articles de référence ou si vous connaissez des sites web de qualité traitant du thème abordé ici, merci de compléter l'article en donnant les références utiles à sa vérifiabilité et en les liant à la section « Notes et références ».
Louvre : L'Ultime Malédiction est un jeu vidéo se déroulant au Louvre et traversant quatre époques : la période médiévale, la Renaissance, le siècle des Lumières, et le Louvre d'aujourd'hui.

## Système de jeu
Le jeu donne des informations d'une manière originale : il est possible de visionner celles-ci avec un mini-ordinateur (que l'on comparerait aujourd'hui à un smartphone).
Morgane a pendant tout le jeu une arbalète, des carreaux, un grappin, une corde, un couteau et un masque à gaz sur elle. Elle devra trouver les autres éléments dans les quatre différentes périodes.

## Trame
Le joueur incarne une jeune fille du nom de Morgane. Elle accomplit la dernière volonté de son père qu'elle ne prend pas au sérieux.  Mais elle rencontre un fantôme, un templier, qui l'envoie au XIVe siècle.
Pour comprendre plus aisément le jeu, il faut noter que le dernier maître des templiers, Jacques de Molay, est brûlé en 1314 sur l'ordre de Philippe le Bel (roi de 1285 à 1314 †). Le templier aurait lancé une malédiction (ce qui est une fausse et récente légende).
Le jeu fait un clin d'œil à la série télévisée Belphégor ou le Fantôme du Louvre.

### Le musée du Louvre (XXIesiècle)
Elle se déroule au musée du Louvre. Une fois entré par effraction dans le Louvre, le joueur se trouve seul dans le musée le soir, sous la pyramide. Il progresse en prenant l'allée Sully et passant ainsi sous le portail du pavillon de l'Horloge (ou pavillon Sully).

Le joueur pénètre dans le hall Napoléon (sous la pyramide), dans le corridor Sully et y déclenche une alarme, dans la salle du Mur Le Vau et dans la salle Saint-Louis d'aujourd'hui.

### La période médiévale (XIVesiècle)
Elle se déroule précisément en l'an 1377, sous le règne de Charles V (roi de 1364 à 1380 †) qui fait du Louvre, une forteresse construite par Philippe Auguste (roi de 1180 à 1223) au début du XIIIe siècle, sa résidence royale.
Le joueur explore notamment la salle basse (la salle Saint-Louis de l'époque), la chambre de conseil du roi, la salle de banquet, la cour, l'échansonnerie, le jardin, les douves du donjon, la chambre du roi, la bibliothèque et le donjon : la salle du trésor et la salle des gardes.

### La Renaissance (XVIIesiècle)
Il s'agit de l'année de la mort par assassinat de Henri IV (roi de France et de Navarre de 1589 à 1610 †).
Le joueur explore notamment la salle basse (la salle Saint-Louis de l'époque), la cour (sans donjon), l'échansonnerie, la salle des Cariatides, le tribunal, la bibliothèque, la chambre du roi, la petite galerie de l'étage, la salle des ambassadeurs et la petite galerie du rez-de-chaussée.

### Le Siècle des Lumières (XVIIIesiècle)
An 1770, une des dernières années de Louis XV : le Louvre exploré est plus vaste, mais occupé par tout un ensemble de personnalités plus ou moins douteuses. En effet, Louis XIV (roi de 1643 à 1715 †) a définitivement quitté le Louvre pour faire du château de Versailles la nouvelle résidence royale en 1682.
Le joueur explore notamment la salle basse (la salle Saint-Louis de l'époque), la cour et les ruines d'un hôtel, la salle des Cariatides, le tribunal, la salle des gardes de la reine, la salle de l'académie des sciences, la salle de Diane, la galerie d'Appolon (la petite galerie de l'étage), le salon carré tapissé de tableaux et l'atelier du sculpteur.
Vers la fin du jeu, le personnage est projeté dans une brève cinquième époque, en 1314.

## Accueil
- Adventure Gamers : 3,5/5[1]